# Jože Mencinger
Jože Mencinger (ur. 5 marca 1941 w Jesenicach, zm. 26 sierpnia 2022) – słoweński prawnik, ekonomista i polityk, profesor Uniwersytetu Lublańskiego, w latach 1998–2005 rektor tej uczelni, od 1990 do 1991 wicepremier.

## Życiorys
W 1960 zdał egzamin maturalny, ukończył następnie studia prawnicze na Uniwersytecie Lublańskim. Magisterium z prawa uzyskał w 1966 na Uniwersytecie w Belgradzie. W latach 1969–1971 studiował ekonometrię na University of Pennsylvania, uzyskując doktorat na podstawie pracy poświęconej ekonometrycznemu modelowi jugosłowiańskiej gospodarki. Od 1967 był zawodowo związany z wydziałem prawa Uniwersytetu Lublańskiego, w 1983 objął stanowisko profesorskie, a pełną profesurę na tej uczelni uzyskał w 1987. Wykładał gościnnie na University of Pittsburgh, pracował w instytucjach naukowych w Turynie i Wiedniu. Obejmował funkcje redaktora naczelnego branżowych periodyków. W latach 1998–2005 zajmował stanowisko rektora Uniwersytetu Lublańskiego. W 2011 uzyskał członkostwo w Słoweńskiej Akademii Nauki i Sztuki.
W latach 1990–1991 pełnił funkcję wicepremiera słoweńskiego rządu, którym kierował Lojze Peterle. Był również m.in. konsultantem Programu Narodów Zjednoczonych ds. Rozwoju i członkiem zarządu słoweńskiego banku centralnego. W latach 2002–2012 wchodził w skład Rady Państwa.

## Wyróżnienia
W 2020 otrzymał tytuł honorowego obywatela Lublany.